# Isaacs

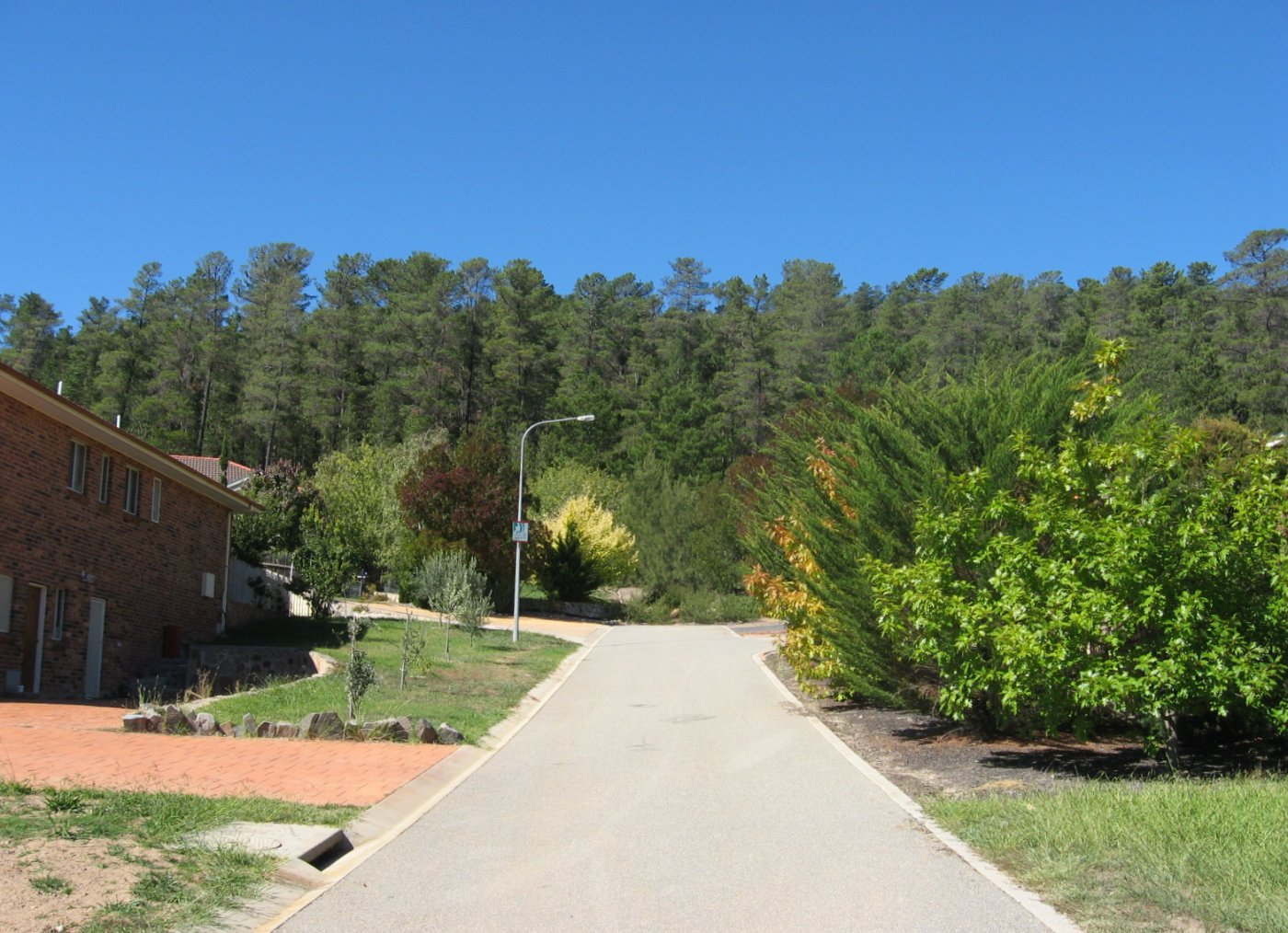
Tipikus utcakép Isaacs-ban

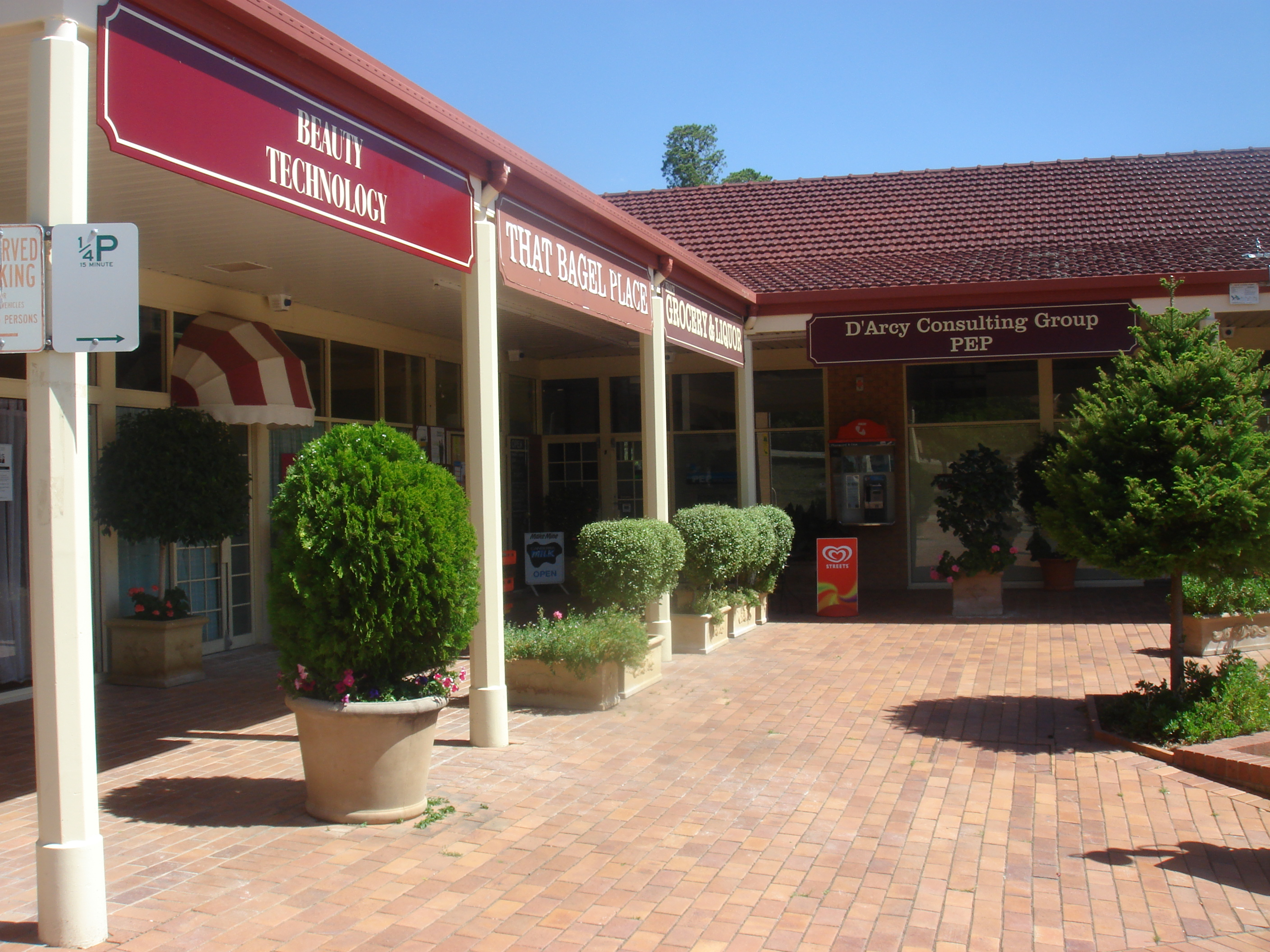
Isaacs bevásárlóközpont

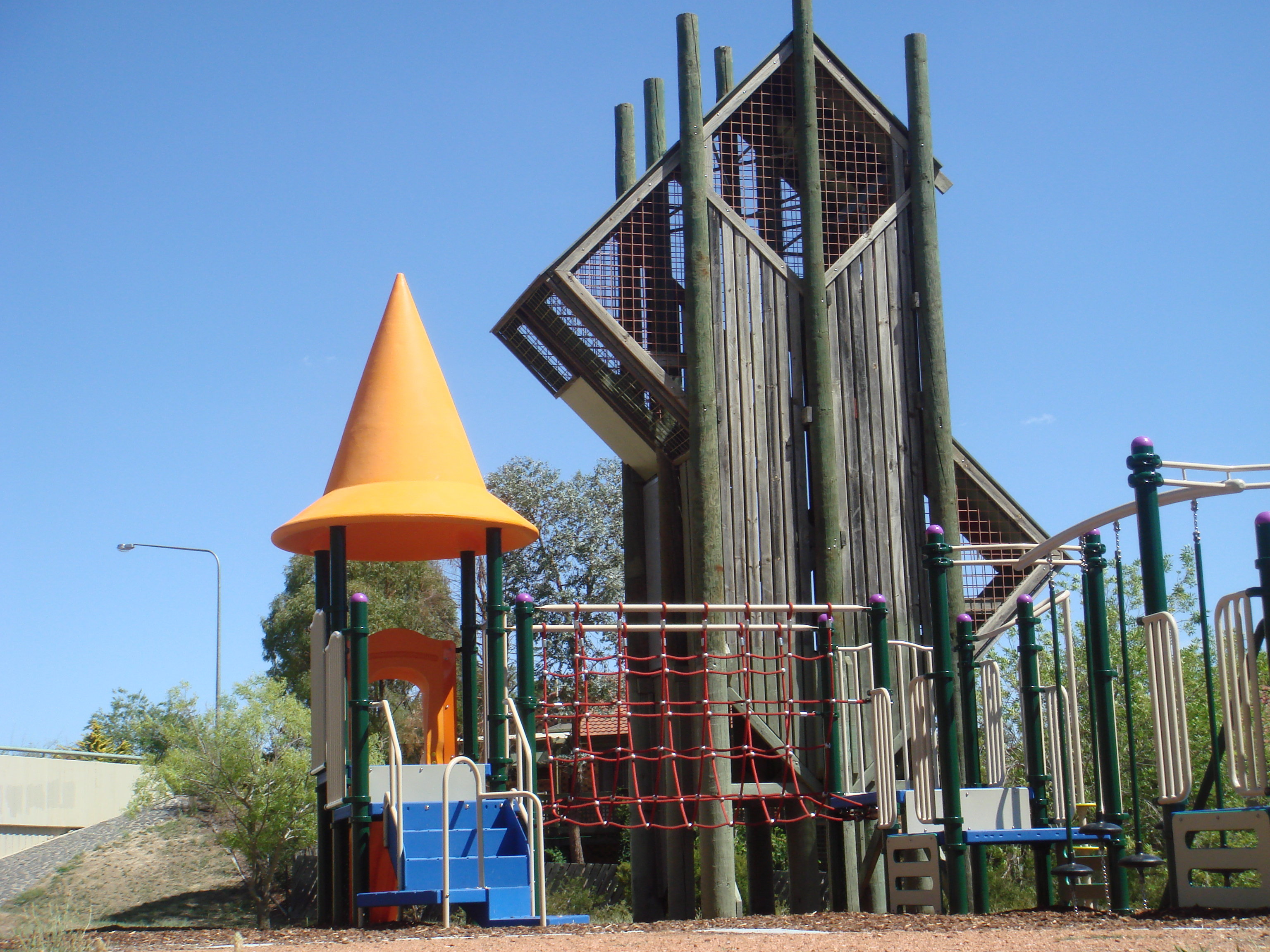
A játszótér a boltok mellett, Isaacs-ban

Isaacs az ausztrál főváros, Canberra egyik elővárosa Woden Valley kerületben. A 2006-os népszámlálás alapján 2424 fő lakik itt. Isaacs városa Isaac Isaacs politikusról kapta nevét, aki az első ausztrál születésű főkormányzója volt az országnak. Bár hivatalosan már 1966 óta különálló településnek számít, mégis csak a nyolcvanas évek végén kezdett beépülni a terület. Isaacs külvárossal szomszédos O' Malley, Mawson és Farrer. A külváros területét közvetlenül Yamba Drive és Ngunawal Drive határolja.
A városrész utcái megtekinthetőek a Google Street View (Utcakép) szolgáltatással.

## Utcanevek eredete
A külváros utcáinak különböző híres-neves tanítókat választott. 
- Alexander Mackie körút: Alexander Mackie (1876–1955): akadémikus, aki az első elnöke volt a sydney-i Tanárképző Főiskolának (Sydney Teacher Training College) és az első professzor volt, a sydney-i egyetemen
- Buntine kereszteződés: Walter Murray Buntine (1866–1953), tanár és a közoktatás élharcosa (Victoria)
- Dorsch Street: Agnes Maria Johanna Dorsch (1871–1958), magántanárnő a Government House-ban; valamint tanár a Concordia College-ban, 1923-43 közt.
- Julia Flynn Avenue: Julia Teresa Flynn (1878–1947), középiskolai tanár (Victoria)
- Maclagan Street: James B Maclagan (d. 1865), tanító
- Rowntree Crescent: Amy Rowntree, OBE (1885–1962), tanár, és történész
- Whitty kereszteződés: Ellen Whitty (Rev Mother Vincent) (1819–1892), szociális munkás és misszionárius, aki 26 Mercy school-t alapított és tanárképző főiskolát nyitott  Queensland-ben.

## Földrajza
A Deakin vulkán sziluri időszakból maradt zöldesszürke riodácit rétegei lelhetőek fel ezen a területen.  Ezen kívül még találhatunk különböző színű és árnyalatú tufákat és homokkövet, valamint negyedidőszaki hordaléklerakódásokat.

## Fordítás
Ez a szócikk részben vagy egészben  az   Isaacs, Australian Capital Territory című angol Wikipédia-szócikk ezen változatának fordításán alapul.  Az eredeti cikk szerkesztőit annak laptörténete sorolja fel. Ez a jelzés csupán a megfogalmazás eredetét és a szerzői jogokat jelzi, nem szolgál a cikkben szereplő információk forrásmegjelöléseként.